# Barak (Lublin)
Pour les articles homonymes, voir Barak.
Barak (prononciation : [ˈbarak]) est un village polonais de la gmina de Jastków dans le powiat de Lublin de la voïvodie de Lublin dans l'est de la Pologne.
Il se situe à environ 4 kilomètres au sud de Jastków (siège de la gmina) et 9 kilomètres au nord-ouest de Lublin (siège du powiat et capitale de la voïvodie).
Le village comptait approximativement une population de 190 habitants en 2006.

## Histoire
De 1975 à 1998, le village est attaché administrativement à l'ancienne Voïvodie de Lublin.

Depuis 1999, il fait partie de la nouvelle voïvodie de Lublin.